# Столбово (Звонская волость)
Столбово — деревня в Опочецком районе Псковской области России. Входит в состав Звонской волости.
Расположена у правого берега реки Великая, в 9 км к югу от города Опочка.
Численность населения по состоянию на 2000 год составляла 28 человек, на 2012 год — 24 человека.
До 2005 года деревня входила в состав ныне упразднённой Краснооктябрьской волости с центром в д. Балахи.